# Yu Ming
Yu Ming (于明S, Yú MíngP; Dalian, 11 ottobre 1971) è un ex calciatore cinese, di ruolo centrocampista.